# 레노스 하랄람비디스
레노스 하랄람비디스(그리스어: Ρένος Χαραλαμπίδης, 1970년 10월 14일 ~ )는 그리스의 배우, 영화 감독이다.
아테네에서 태어났다.

## 영화
- 스윙 어웨이 (2016년)
- 더 센티멘탈리스츠 (2014년)
- 사이렌 언 랜드 (2011년)
- 매직 아워 (2011년)
- 사이렌스 인 더 이지언 (2005년)